# Seminobatrachus boltyschkensis
Il seminobatraco (Seminobatrachus boltyschkensis Skutschas & Gubin, 2012) è una specie estinta d'anfibio, appartenente agli urodeli. Visse tra il Paleocene superiore e l'Eocene inferiore (circa fra i 58,7 e i 48,6 milioni di anni fa) e i suoi resti fossili sono stati ritrovati in Ucraina.

## Descrizione
Questo animale era simile a un'odierna salamandra. Gli esemplari più grandi potevano raggiungere i 10 - 12 centimetri di lunghezza. Nonostante la taglia e l'aspetto generalmente simile a quello di una salamandra attuale, Seminobatrachus era dotato di numerose caratteristiche che si riscontrano nello stadio larvale degli urodeli: ad esempio, un'arcata mascellare corta con una mascella ridotta, una fila allungata di denti vomerini paralleli all'arcata mascellare, un osso pterigoide dotato di un lungo processo anteriore, ossa tarsali e carpali non ossificate e soprattutto la presenza di branchie esterne.

## Classificazione
Seminobatrachus boltyschkensis è stato descritto per la prima volta nel 2012, sulla base di alcuni esemplari ritrovati in un pozzo trivellato nel villaggio di Boltyschka, nella regione circassa in Ucraina centrale. Gli autori del primo studio hanno effettuato alcune analisi filogenetiche e hanno ipotizzato che Seminobatrachus sia strettamente imparentato con l'odierno genere Salamandra e con la famiglia Ambystomatidae, anche se non è chiaro l'effettivo legame di parentela. 

## Paleobiologia
Seminobatrachus viveva in acque dolci abitate anche da pesci (es. Thaumaturus, Notogeneus). Le caratteristiche miste degli esemplari noti suggeriscono che questo animale era neotenico, ovvero conservava alcune caratteristiche giovanili anche in età adulta (ad esempio la presenza di branchie esterne) insieme a tratti tipici delle salamandre adulte (cranio robusto, denti pedicellati, grande taglia). Un grado simile di neotenia si osserva nell'attuale axolotl (Ambystoma mexicanum).